# Inselsiedlung

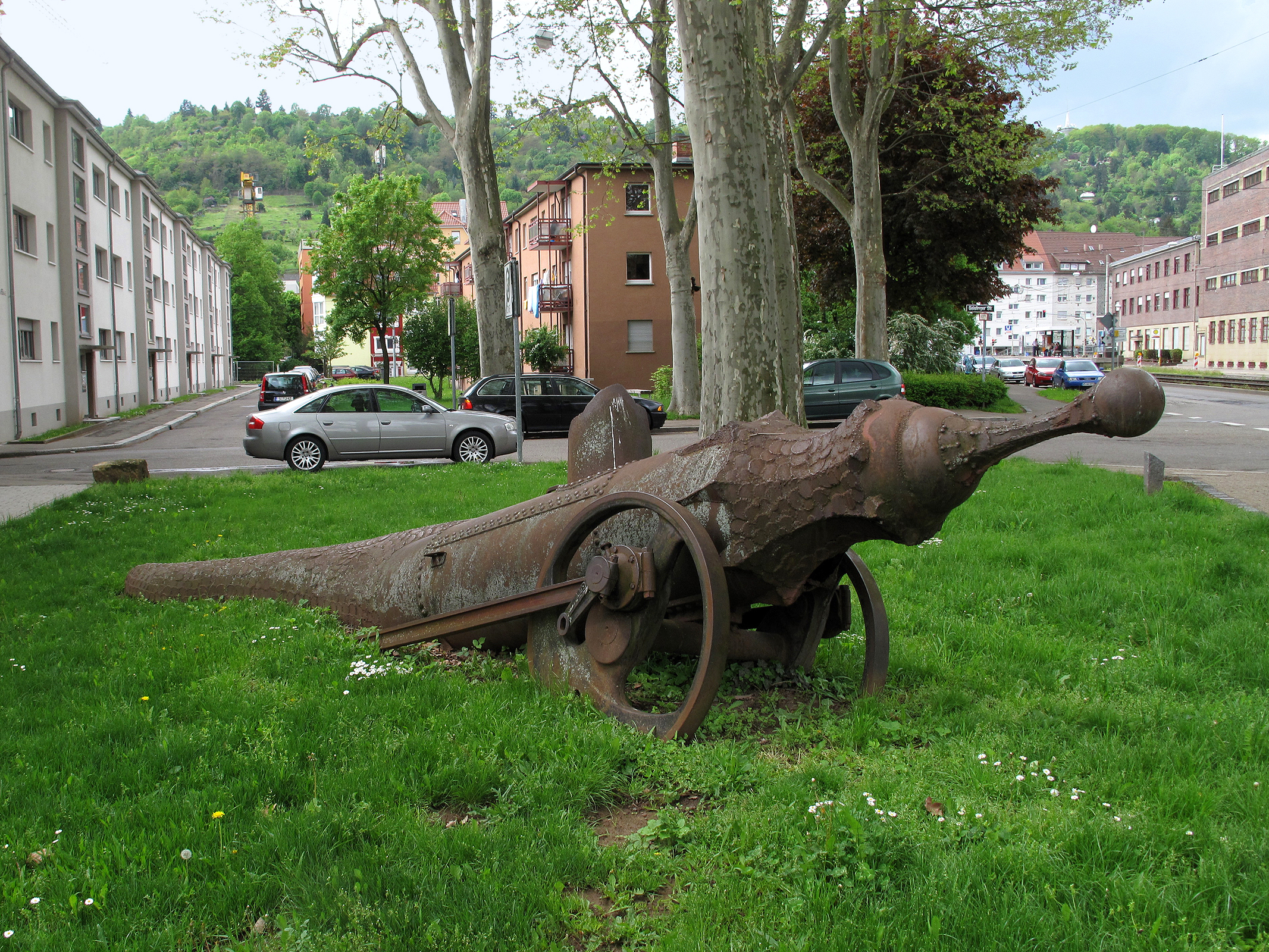
Eingang zur Inselsiedlung von der Inselstraße her im Jahr 2013, links ein modernisierter und rechts ein noch nicht erneuerter Block. Im Vordergrund eine 1987 aufgestellte Skulptur des Bildhauers Lutz Ackermann.

Die Inselsiedlung im Stuttgarter Stadtbezirk Wangen ist eine Wohnsiedlung der Neuen Sachlichkeit respektive des Neuen Bauens. Sie schließt nordwestlich an den historischen Wangener Ortskern an und wird im Norden von der Inselstraße, im Südosten von der Ebersbacher Straße und im Südwesten vom Ackerweg begrenzt. Ihren Namen bekam sie von der benachbarten Badeinsel im Neckar, die zwar schon zum Stadtbezirk Untertürkheim gehört, durch die Inselstraße aber direkt mit der Siedlung verbunden ist.

## Geschichte
Die Inselsiedlung wurde in den Jahren 1929 und 1930 vom Städtischen Hochbauamt Stuttgart nach den Plänen des Architekten Färber sowie unter Leitung von Baudirektor Franz Cloos errichtet. Die Arbeitersiedlung war das letzte große Projekt aus dem Wohnungsbauprogramm jener Zeit und steht heute als Sachgesamtheit unter Denkmalschutz.
Da auch in Stuttgart in Folge der Weltwirtschaftskrise große Geldnot herrschte, investierte die Stadt damals überwiegend in den Bau kleinerer Wohnungen. Deren Grundrisse sollten derart gestaltet sein, dass sie auf geringer Fläche ein Maximum an Funktionalität für die Bewohner boten. Die Inselsiedlung umfasste ursprünglich einen Kinderspielplatz, eine zentrale Waschküche, zwei Ladeneinheiten und 371 Mietwohnungen. Diese waren bereits damals mit eigener Badewanne und Toilette sowie dünnen Trennwänden zwischen den Zimmern ausgestattet, wobei letztere ein flexibles Umstrukturieren der Innenräume erlauben sollten. Parallel zum Bau der Inselsiedlung wurde allerdings bis 1931 noch die, bereits 1925 begonnene, Wallmersiedlung im benachbarten Untertürkheim vollendet. Nach ihr sowie der Weißenhofsiedlung von 1927 und der Siedlung Ziegelklinge von 1927/28 war die Inselsiedlung somit die vierte – und zugleich letzte – Bauhaussiedlung in Stuttgart.
Nach Abschluss der 2007 begonnenen denkmalgerechten Modernisierung – die aus insgesamt neun Bauabschnitten besteht – soll die Inselsiedlung ab 2018 noch 302 Wohnungen und ein Büro umfassen. Für die denkmalgerechte Erneuerung der Häuser, bei der sie auch ihren historischen weißen Anstrich wieder zurückbekamen, erhielt die Wohnungsbaugenossenschaft Stuttgarter Wohnungs- und Städtebaugesellschaft mbH (SWSG), der die Siedlung heute gehört, den Deutschen Bauherrenpreis 2011/2012 der Aktion »Hohe Qualität – Tragbare Kosten«.

## Beschreibung

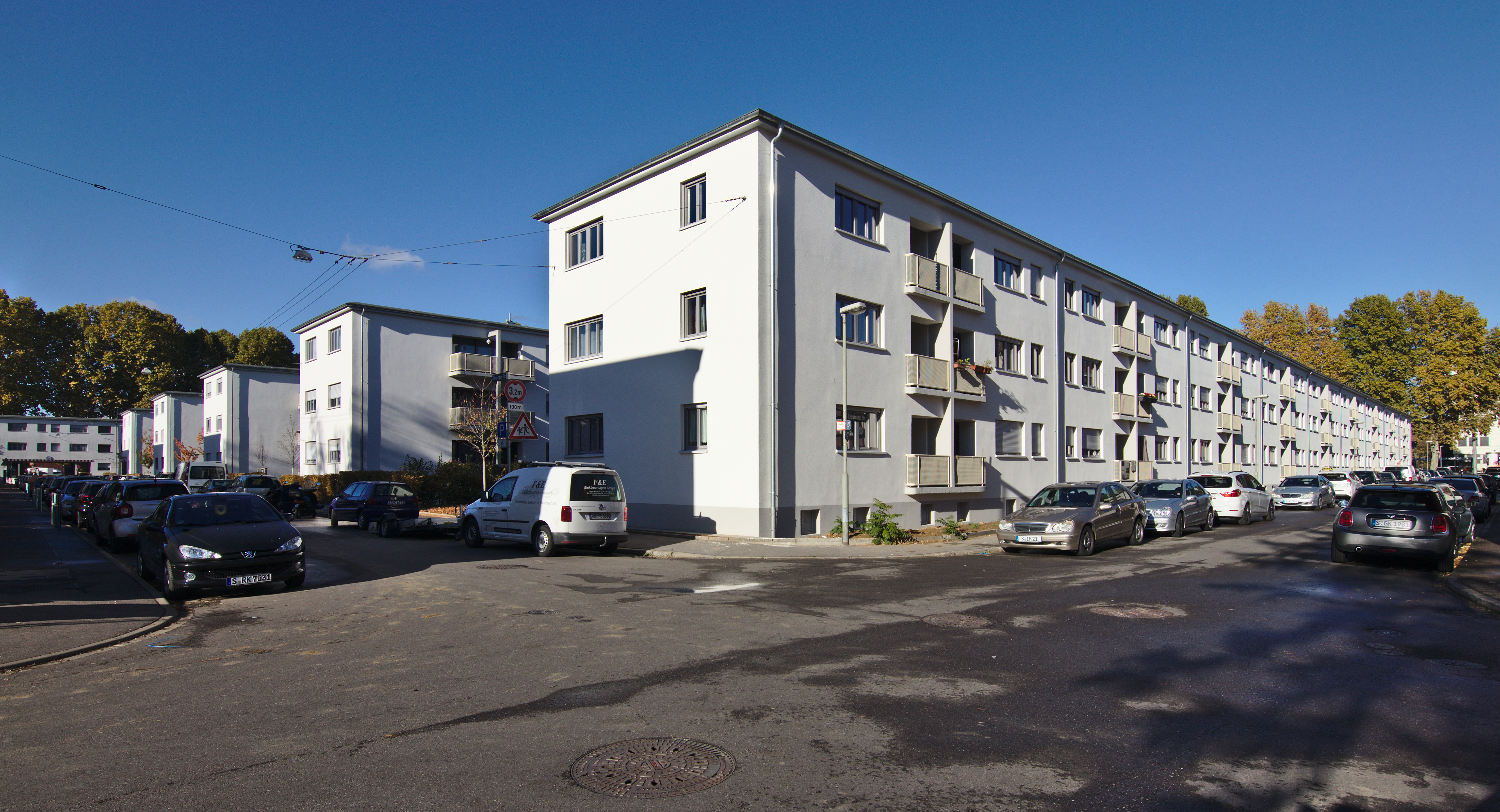
Einblick in die Inselsiedlung an der Geislinger Straße Ecke Ebersbacher Straße

Im Einzelnen besteht die Inselsiedlung aus elf dreigeschossigen Flachdach-Gebäuderiegeln in Zeilenbauweise, die aus jeweils drei bis neun Einzelgebäuden bestehen und durch weitläufige Gemeinschaftsgrünflächen voneinander abgetrennt sind. Die parallele Ausrichtung der Häuserzeilen gewährleistet allen Wohnungen einen optimalen Zugang zu Licht, Luft und Sonne und galt seinerzeit als besonders modern. Die zusammen 68 Häuser liegen an der Ebersbacher Straße, an der Inselstraße – die bis 1932 noch Mühlstraße hieß – sowie links und rechts der Geislinger Straße. Das Haus Geislinger Straße Nummer 74 ist dabei als Hausdurchfahrt ohne Erdgeschoss ausgestaltet und dient als symbolisches Eingangstor in die Siedlung.
Eine Übersicht über die Anordnung der Gebäude gibt folgende Tabelle:
| Ebersbacher Straße 31, 29, 27, 25, 23, 21, 19, 17, 15         |                                                | Ebersbacher Straße 7, 9, 11, 13                | Ebersbacher Straße 7, 9, 11, 13           |
| Geislinger Straße 58i, 58h, 58g, 58f, 58e, 58d, 58c, 58b, 58a | Kinderspielplatz                               | ehemalige Waschküche                           |                                           |
| Geislinger Straße 62h, 62g, 62f, 62e, 62d, 62c, 62b, 62a      | Geislinger Straße 57a, 57b, 57c, 57d, 57e, 57f | Geislinger Straße 57a, 57b, 57c, 57d, 57e, 57f |                                           |
| Geislinger Straße 66f, 66e, 66d, 66c, 66b, 66a                | Geislinger Straße 61a, 61b, 61c, 61d, 61e, 61f | Geislinger Straße 61a, 61b, 61c, 61d, 61e, 61f |                                           |
| Geislinger Straße 70d, 70c, 70b, 70a                          | Geislinger Straße 65a, 65b, 65c, 65d, 65e, 65f | Geislinger Straße 65a, 65b, 65c, 65d, 65e, 65f |                                           |
| Geislinger Straße 76                                          | Geislinger Straße 74 / Hausdurchfahrt          | Geislinger Straße 69a, 69b, 69c, 69d, 69e      | Geislinger Straße 69a, 69b, 69c, 69d, 69e |
|                                                               |                                                | Inselstraße 14, 12, 10                         |                                           |

Das ehemalige Ladengeschäft im Erdgeschoss des Hauses 61a wurde mittlerweile in eine Wohnung umgewandelt, während das zweite Ladengeschäft im Erdgeschoss des Hauses 70a heute als Geschäftsstelle der SWSG dient. Nicht mehr erhalten ist hingegen die Zentralwäscherei, die 1984 schließen musste. Sie wurde von der Stadt für die Mieter der Siedlung eingerichtet, war mit fünf großen Waschmaschinen ausgestattet und wurde von einem eigens angestellten Waschmeister betreut. Später wurde das einstöckige Gebäude durch die Neubauten Ackerweg 18a und 18b ersetzt, die 2006 bezogen wurden.
Während der Flüchtlingskrise in Deutschland ab 2015 wurden in der Inselsiedlung etwa 150 Asylbewerber untergebracht, bei Bedarf hätte diese Zahl damals auf 500 bis 600 Personen aufgestockt werden können.

## Öffentlicher Verkehr
Die Stuttgarter Straßenbahnen bedienen die Siedlung mit den Haltestellen Inselstraße (U4, U9 und N7) sowie Wasenstraße (U4, U9 und U13).